# مخيتار هيراتسي

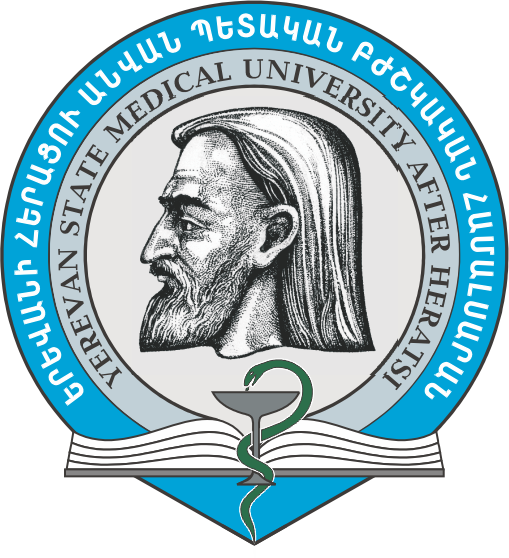
مخيتار هيراتسي على شعار كليّة الطب الحكومية في يريفان.

مخيتار هيراتسي (بالأرمنيّة: Մխիթար Հերացի) وهو من الأطباء الأرمن المشاهير في العصور الوسطى. كان مخيتار هيراتسي مؤسس المدرسة الطبية الأرمنية في قيليقية الأرمنية. لعب هيراتسي نفس الدور في العلوم الطبية الذي لعبه أبقراط في أوروبا الغربية وجالينوس في الإمبراطورية الرومانية وابن سينا في الطب العربي. في كثير من الأحيان يسمى أبو الطب الأرمني، ومن تأليفه كتاب «إغاثة الحمى» وفيه يعالج الجراحة، والنظام الغذائي والعلاج النفسي. وسميت كلية الطب في العاصمة الأرمنية يريفان الكلية تيمنًا بمخيتار هيراتسي.

## مواقع خارجية
- The website of Yerevan State Medical University after Mkhitar Heratsi